# Baks
Baks község Csongrád-Csanád vármegyében, a Kisteleki járásban.

## Fekvése
A Tisza jobb partján, a Pusztaszeri Tájvédelmi Körzetben fekszik Szegedtől mintegy 35 kilométerre északra. Szomszédai észak felől Csanytelek, északkelet felől Szegvár, kelet felől Mindszent, dél felől Dóc, délnyugat felől Ópusztaszer, északnyugat felől pedig Tömörkény. Nyugati irányból a legközelebbi település Pusztaszer, de közigazgatási határaik nem találkoznak. Belterülete zsáktelepülésnek tekinthető.

### Megközelítése
Közigazgatási területén áthalad a Szegedet Csongráddal összekötő 4519-es út, mindkét város irányából ez a legalkalmasabb megközelítési útvonala. A Tisza túlpartján fekvő Mindszenttel a 4522-es út köti össze, belterületén észak-déli irányban főutcaként a 45 127-es út vezet végig, amely az előbbi két út találkozási pontjától indul, és a központtól északra, Máriatelep községrészben ér véget.

## Története
A község Baks néven 1947-ben alakult meg. A dűlő helyén egykor falu volt, amely a tatárjáráskor elpusztult. Régebbi adat nincs róla. A Paks név a XV. század első feléből Pakos, Pakus alakban ismeretes. Ennek -i képzős pakosi származéka rövidült  paksivá, amelyből elvonással lett a Paks, s végül ebből a Baks földrajzi név.
A község területe már az őskorban is emberi település helyéül szolgált. Szántás közben  olyan 3400 éves arany ékszerek kerültek elő, melyek ezt bizonyítják. Anonymus krónikája szerint Árpád fejedelem és vezérei a szomszédos Ópusztaszer területén „ejtették meg szerét az ország dolgának”. Árpád népe is lakta tehát a község mai területét, amely Ond vezér fennhatósága alatt állt.
Később évszázadokon át palánkkal és sövénnyel védett vár állt a mai Baksi part helyén. A terület hosszú ideig királyi birtok volt, de 1621-ben Bethlen Gábor Kornis Zsigmondnak adományozta  a törökök által elpusztított területet.
Azonban itt csak az 1800-as években épültek újra házak, amelyek a szomszédos Mindszent és Tömörkény községek külső birtokai voltak. Ebben az időben telepítették be a terület nagy részét szőlővel és gyümölcsössel. Innen kapta a későbbi falu is a Baksiszőlő nevet.
Baks első iskolája, a II. Rákóczi Ferenc-iskola a XIX. században épült, Eötvös József reformtörekvéseinek nyomán. Az egytantermes iskola neve később az ott tanító Halmos Gézáról Halmos-iskolára változott.
A második iskola a Petőfi-iskola nevet viselte, amely a Baksimajorban, a grófi birtokon működött, 1–8 osztályos összevont oktatással egyetlen tantermében.
1925-ben készült el a gróf Klebelsberg Kuno-féle harmadik iskola, a Kossuth-iskola két tanteremmel. Neve az ott tanító Szilvási Józsefről Szilvási-iskolaként vált ismertté. 1946-ban indult meg a községben az általános iskolai oktatás, az iskolák államosítása után.
1945 februárjában a községben megszervezték a Földosztó bizottságot, melynek feladata a Pallavicini-földbirtok felosztása volt. A földosztásnak köszönhetően sok családnak nyílt lehetősége saját ház építésére.
1947. augusztus 1-én Baks önálló községgé alakult.
A közlekedési feltételek az 1920-as évektől kezdve javultak. Akkor még csak egy műút kötötte össze Baksot Sövényházával és Kistelekkel, de a továbbiakban folyamatosak voltak az útépítések. A lakosok sok ezer társadalmi órával megépítették a községben a járdákat is, amelyeknek együttes hossza mára meghaladja a 20 kilométert.
A község önállóvá válásakor, 1947-ben épült meg az orvosi rendelő, melyet később kibővítettek.
Ekkor már tervezték az egészségház létrehozását, amelyre a helyi lakosok pénzt és társadalmi munkát ajánlottak fel. 1987-ben átadásra került az egészségház a gyógyszertárral együtt.
Bakson 1968-ig nem volt az emberek szórakozási, művelődési igényeit kielégítő létesítmény. Az 50-es és 60-as években a Kossuth-iskola tantermeit vették igénybe művelődési célokra. Itt tartották a bálokat, az ismeretterjesztő előadásokat, politikai gyűléseket, s itt lépett fel az iskola amatőr színjátszó csoportja is.
1967 decemberében avatták fel a művelődési házat, melynek nagyterme a színpaddal és az öltözőkkel alkalmassá vált zenés-táncos előadások fogadására, megtartására. A 80-as évektől kezdve a nagytermet bérbe vette a Csongrád Megyei Mozi üzemi vállalat. Később a községi könyvtár is itt kapott helyet.
A rendszerváltást követően a tanácsok szerepét az önkormányzatok vették át. Az első önkormányzati választások érdekessége volt, hogy a volt tanácselnököt választották meg polgármesternek. 
1990-től elkezdett növekedni a vállalkozások száma, 40 magánvállalkozás indult, jelentős részük a kereskedelem területén. 1998-ban már több mint 60 vállalkozást tartottak nyílván a faluban.
A mezőgazdasági vállalkozók egy része is a munkanélküliségből menekült a kistermelésbe. Jelenleg 360 őstermelőt tartanak nyilván.
Az idegenforgalmat fellendítő, 150 főt befogadó Park Fogadó szintén vállalkozásban működik.
1993-ban helyezték üzembe a falu határában működő benzinkutat, amely azóta is működik.
A rendszerváltás óta folyamatosan épülnek az úthálózatok a községben, elkészült a faluház melletti parkosítás, uniós szabvány szerint épült meg az új játszótér, és pályázati pénzekből felújították a közintézményeket.

## Közélete

### Polgármesterei
- 1990–1994: Balogh Lajosné (független)[3]
- 1994–1998: Balogh Lajosné (MSZP)[4]
- 1998–2002: Balogh Lajosné (független)[5]
- 2002–2006: Balogh Lajosné (független)[6]
- 2006–2010: Búza Zsolt (független)[7]
- 2010–2011: Búza Zsolt (független)[8]
- 2012–2014: Búza Zsolt (független)[9]
- 2014–2019: Búza Zsolt (független)[10]
- 2019–2024: Búza Zsolt (független)[11]
- 2024– : Búza Zsolt (független)[1]

A településen 2012. január 15-én időközi polgármester-választást (és képviselő-testületi választást) tartottak, az előző képviselő-testület önfeloszlatása miatt. A választáson a hivatalban lévő polgármester is elindult, és egyetlen kihívóját legyőzve meg is erősítette pozícióját.

## Népesség
| Lakosok száma | 2018 | 2000 | 1993 | 1916 | 1905 | 1921 | 1893 |
|               | 2013 | 2014 | 2017 | 2021 | 2022 | 2023 | 2024 |

2001-ben a település lakosságának 90%-a magyar, 10%-a cigány nemzetiségűnek vallotta magát.
A 2011-es népszámlálás során a lakosok 91,7%-a magyarnak, 16,3% cigánynak, 0,3% románnak, 0,2% szlováknak mondta magát (8,1% nem nyilatkozott; a kettős identitások miatt a végösszeg nagyobb lehet 100%-nál). A vallási megoszlás a következő volt: római katolikus 65,7%, református 0,9%, evangélikus 0,2%, felekezeten kívüli 14,5% (17,6% nem nyilatkozott).
2022-ben a lakosság 90,6%-a vallotta magát magyarnak, 16,6% cigánynak, 0,5% románnak, 0,2% bolgárnak, 0,2% szerbnek, 0,1% szlováknak, 1,5% egyéb, nem hazai nemzetiségűnek (9,4% nem nyilatkozott; a kettős identitások miatt a végösszeg nagyobb lehet 100%-nál). Vallásuk szerint 39,2% volt római katolikus, 1,1% református, 0,2% görög katolikus, 0,1% evangélikus, 0,1% ortodox, 0,1% izraelita, 1,6% egyéb keresztény, 1,8% egyéb katolikus, 20,7% felekezeten kívüli (35,1% nem válaszolt).

## Nevezetességei
- Baksi csodaszarvas
- Világító óriáskereszt
- Tűzoltó múzeum
- Tájház

## A település az irodalomban
- A Bakshoz tartozó, egykor önálló Levelény a helyszíne Móra Ferenc Tiszteletes úr haragja című elbeszélésének (megjelent az író Göröngykeresés című kötetében).